# Seznam bielsko-żywieckých biskupů
Tato stránka obsahuje seznam biskupů bielsko–żywieckých spravujících římskokatolickou bílsko-żywieckou diecézi v Polsku.

## Biskupové bielsko–żywiečtí

1.Tadeusz Rakoczy (1992–2013)
2.Roman Pindel (2013–současnost)

## Pomocní biskupové bielsko–żywiečtí

1.Janusz Edmund Zimniak (1992–2010)
2.Piotr Greger (2011–současnost)